# ラノベのプロ!
『ラノベのプロ!（ラノベのプロ）は、望公太による日本のライトノベル。イラストはしらび。富士見ファンタジア文庫（KADOKAWA）より2016年12月から2017年6月まで刊行された。

## 概要
ライトノベル作家の仕事ぶり、収入などを誇張しネタにしたコント集。ある状況が設定され、それにからめてその場にいる主人公の神陽太が業界の慣習の解説、自虐ギャグ、自戒を含めた創作論のモノローグを展開していく。

## 登場人物
神陽太（じん ようた）
主人公。本名「陣内陽太（じんない ようた）」。1巻の時点で20歳。現在神奈川に住み、ラノベ執筆に専念するため大学を休学している。高校生のときにPX文庫（フェニックス文庫）新人賞に投稿して大賞を獲得し、高校生作家として活動を始める。しかし第1作「レガリアハート」が3巻打ち切りとなり、ついで第2作「ネバーネバーハッピーエンド」も2巻打ち切りの結果を見た。大学に入って第3作である異世界チーレム「英雄殺しの最終章（ラストワルツ）」がそれなりにヒットした。そのアニメは振るわなかったが原作は12巻まで継続している。自分をぼっち気質と評しているものの、アシスタントという体で希月を身近におき、後輩のラノベ作家女子の面倒見ている二枚舌のファッションぼっちである。ラノベ作家として以下のようなポリシーを持っている。
- ラノベ作家は売れてなんぼだが、売れるような形にして出すことができるプロ自体がまず少ない。自分は生き残る側に入るため、そしてなりあがるために情報を集め売れ筋を研究して流行に迎合する。
- 自分より売れている作家の新刊本は、売れゆきに貢献しないように2週間以上経ってから買う。
- 朝起きたら布団の中でスマホから自作のエゴサーチをする。
- 午前0時就寝、午前7時起床を心がける。ランニングをして体力の維持につとめる。
- 未成年飲酒をしていたが、絵万寺の受賞パーティーのおりに、酔って彼女にからんだため酒を飲まないようにしている。
- 自己管理に自信がないのでハマってしまわないようにテレビゲームはやらないよう自己管理する。
- 美容室にいったときは、美容師に嫌なほうに話を広げられないように「シナリオライターです」と詐称する。
- 顔出しはしない。ただしサイン会はしたことがある。
- ツイッターはコミュニケーションが面倒くさいのでやらない。

このうちのいくつかは原作者自身のことを反映したものであることが後書きにて語られている。
商業主義者であるので、自分より売上で勝る藤川に対しては敬遠するところがあり、一方で小太郎とエヴァには先輩風を吹かせる。ライトノベルで発財して、ゆくゆくは希月にプロポーズしようと考えていたが、英雄殺しの最終章と別に始める新作のプロットの具合を偽っていたことが露見して希月と口論となり、衝動的にその思いを告白した。
実は思春期の頃から結麻に恋愛感情を持っていたが、生来の内気さと劣等感から「相応しい男になるまでは」と告白できずにいた。陽太がラノベ作家を続け、売り上げにこだわっていたのもすべては結麻に告白するためである。彼女をアシスタントとして雇ったのも、一秒でも一緒にいたという想いからだった。最終話では結麻からプロポーズを快諾され結ばれた。この直前に小太郎から想いを告げられているが、彼の心には結麻という女性がいたため断っている。しかし小太郎のことは、「初めて自分に告白してきた女の子」として決して忘れないと約束した。
彼のストイックさは劣等感から来るものであり、常に上を目指しているため自己評価が低め。しかし剣崎からの評価は高く、「ツイッターはやっていないから余計な発言はしない（炎上させない）」「締め切りは高校生時代の一度しか破ったことがない」「英ラスは大ヒットといかずとも安定した売れ行き」「モチベーションのセルフコントロールが上手く、好調不調の波が極めて少ない」「なにより高いプロ意識を持って仕事に望んでいる」。終盤では小太郎がWEB上に『テルヒコの冒険』を公開することを許可させるため剣崎と山之辺に直談判しており、「ネットで公開するのは打ち切りになったと周知するようなものでPX文庫や作者の評判を落とす」ということで許可されなかったが、陽太は「それならもうPX文庫では書かない」と突っぱねる。上記の理由から剣崎は陽太を失うくらいならと引き下がった。そして剣崎から他の文庫に引き抜かれないようにと専属契約を提案され結ぶこととなった（本来ラノベ作家に「専属」というものはなく、この設定は本作独自のものである）。実は陽太の新作『あーばんギャルど！（仮）』を編集長が気に入り、アニメ化を前提として連載することが決定していた。つまりアニメ化前提企画を任せる作家を他のレーベルに取られないための専属契約だった。これから馬車場の如く働かせられることは目に見えており、それに対して陽太は、剣崎に電話越しに「上等じゃねえか」と言い放った。
希月結麻（きづき ゆま）
通称「ユマ」。神陽太にアシスタントとして雇われ、家政婦まがいのことをしている大学生。1巻の時点で20歳。家事万能で女子力の高い巨乳（90センチ台）。テニサーに所属。高校のときはなんとなく友人に流されてギャルをやっていたが、神奈川の（神陽太とは別の）大学に入り、平凡な女子大生の身なりをしている。映画化した原作の少女漫画など読むが周囲との話題のためであり、二次元文化にうとく、オタクではない。周囲と迎合し、雰囲気を台無しにしないように心掛けている。ラノベ作家のアイデンティティーと人間関係を築いた神陽太と、大学生をしている自分との距離に不安や疎外感を抱いており、アシスタントという彼に近い立場ゆえにそれを強く感じることになる。1巻8章の最後で彼にプロポーズされる。
2巻では、実は結麻も陽太が好きだったことが判明する。しかし、幼馴染同士だった両親が離婚したことで結婚に不安を持っており、無意識に「陽太との将来」は考えないようにしていた。しかし藤川や千沙、涼の励ましなどから前向きになり、ラノベをまったく知らないことで陽太と距離を感じていたことを告白した上で彼の想いを受け入れた。またラノベ主人公並みに鈍感であることが判明する。
小太郎（こたろう）
本名「玲瓏ケ原蒼（れいろうがはら あお）」。たびたび神陽太の家にやってくる女性ラノベ作家の卵。1巻の時点で16歳。神陽太のラノベのファンであり、英雄殺しの最終章のアニメ化記念サイン会でパーカーにサインしてもらい、彼を追いかけてその年度の新人賞で奨励賞を獲得した。以降は弟子を自称する。受賞作である『テルヒコの冒険』改め『女神に選ばれた俺は無数の異世界で無双しまくる～もちろんハーレム作りも忘れずに～』（略称は『メガ無双』）は、イラストレーターの都合で目下1巻の発売が遅れている。実家の飼い犬の名前がペンネームの由来。語尾に「〜っス」をつけて話す。執筆に乗り気になると、思い浮かんだ語句を口に出しつつ高速でタイプするため非常にうるさい。
表には出さないが陽太の作品に対する姿勢は「まったく見習いたくないけど格好いい」と評している。
2巻ではヤースケの多忙などから受賞作の刊行が半年以上も遅れ、ようやく発売されたがイラストが表紙しかなく、売れ行きも最悪だったため1巻で打ち切りとなった。このことから打ち切りになる哀しさを知り、陽太の指導で「売れる作品」を意識したプロットを作成。編集を認めさせるところまでこぎつけるが、書いていて楽しくないという理由で筆を折ってしまう。それよりも『テルヒコの冒険』の続きが書きたいということで、それを知った陽太から続編をWEB上に公開するという道を示される。エピローグでは、陽太のことは一人の女として好きだったことを告白した。陽太と結麻のことは知っていたが、平静を装い一人で泣いたりしていたという。結麻からプロポーズを断られたら自分と……と告げるが、陽太はフラれたらきっとそんな余裕もなくなると断ってしまった。
絵万寺エル（えばんじ エル）
通称｢エヴァ｣（そう呼ぶように周囲に自称している）。本名「寺島（てらしま）某」。いわゆる邪気眼系の女子中学生。1巻の時点で14歳。2巻では15歳。陽太に対する尊敬はあるようだが恋愛感情はない。
作中の前年度PX文庫新人賞で大賞を獲得した新人ラノベ作家。その大賞作「剣物語（つるぎものがたり）」がヒットし、2巻の時点でアニメ化が内定している。ペンネームは福音を意味する「evangel」をもじったものである。商業主義を嫌悪し神陽太の作品を見下しているが、小太郎とつきあいがあり、神陽太の家にあがってくる。中二病設定では彼と意気投合する。やたら態度が大きいが、実際は泣き虫でポンコツ。小太郎に内情を暴露されては動揺したり、2巻からは涙目でぷるぷるするというポンコツぶりを披露する。何かにつけて｢世界観｣という単語を使い、キャラを確立させようとするクセがある。小太郎の『女神に選ばれた俺は無数の異世界で無双しまくる～もちろんハーレム作りも忘れずに～』が打ち切りになったと知った時は多いに怒り、自分がすごく面白いと認めた作品がこのような扱いを受けるということに我慢がならず、ヤースケを「クソイラストレーター」と罵倒していた。PX文庫が『テルヒコの冒険』をWEB上に公開することを許可しなかったときも、直談判するつもりで編集部に乗り込もうとした（アニメ化が控えているということもあり陽太に止められた）。このように小太郎に対する友情は厚く、面白い作品は守りたいと思っている。結麻のことも「結麻姉様」と呼んで懐いている。
彼女が「売り上げ」という概念に対する嫌悪感を抱いているのには何か理由があったらしいが、それが明かされることなく本作は終了となった。
藤川織人（ふじかわ おりひと）
本名「藤川織人」。神陽太の大賞であった年度の次の年にデビューした。現在22歳だが、デビュー時期の関係上陽太の後輩に当たる。神陽太の曰くイケメンで背が高くオシャレでマッチョ。第1作「ドラキュラのいる街」が大ヒットし、陽太が計算したところでは7000万以上の収入があったという。そのため税金対策として法人化している。顔が広く、ツイッター上にもファンが多い。陽太から「良い人」と人格を認められている一方で勝手に僻まれている。しかし織人自身は「自分が作家を続けられるのは陽太のおかげ」と述べており、陽太に対して好意を見せている。
2巻では結麻から陽太との関係について相談を受け、過去の自分と照らし合わせて「物語はハッピーエンドのところで止まってしまえばいい」と独白している。しかし彼の過去に関しては一切不明なまま連載が終了となった。
恋人の文はラノベを「オタクが読む者でキモい」と評しており、藤川は転職することを勧められている状態。文に対しても常に誠実な態度を取っているが、結麻と一緒に喫茶店にいるところを見られただけで浮気と決めつけられるなど苦労が絶えない。
剣崎比与子（けんざき ひよこ）
PX文庫の副編集長であり、神陽太の担当。会話の最初と最後だけ礼儀正しく、その間はまったく容赦がない。「結婚した（童貞を捨てた）作家は作品内容が劣化する」と陽太に述べたが、陽太には「自分が結婚できないから僻んでいるだけでは？」と思われている。一方で自分が悪者になって作者の怒りを受け止める覚悟の持ち主である。
陽太の実績と実力は認めており、2巻では「好きなものを好きなように書いた方がいい」とアドバイスする。これは売れない絶望と売れる快楽を知った今の陽太なら、きっと面白いものが書けるはずと考えてのことだった。結果、ヒロイン全員がギャルという趣味と性癖丸出しのプロットを受け取り、率直に「生理的に無理」と評したが、だからこそ強烈な作品ができるとプッシュし、新連載にこぎつけさせた。
山之辺達明（やまのべ たつあき）
年齢27歳。剣崎の同僚でライトノベル編集者の男。小太郎の担当となった。張り切って作品をプッシュし、電話に出ないヤースケのもとを訪れて表紙イラストを描かせるなど精力的に活動する。しかし諸々の事情で『女神に選ばれた俺は無数の異世界で無双しまくる～もちろんハーレム作りも忘れずに～』は売れ行きが振るわず打ち切りを余儀なくされる。
ヤースケ
名前のみ登場。小太郎の作品『女神に選ばれた俺は無数の異世界で無双しまくる～もちろんハーレム作りも忘れずに～』のイラストレーター。今を輝く超人気イラストレーターのため多忙であり、仕事が遅いことで有名。依頼先から催促の電話には決して出ないという不誠実な人柄だが、能力だけは高いので周囲には見逃してもらっている。
2巻ではインフルエンザを患ったことで仕事が遅れていたことが判明し、『女神に選ばれた俺は無数の異世界で無双しまくる～もちろんハーレム作りも忘れずに～』の表紙イラスト一枚しか提供できなかった。その後は一段落したということで動画サイトにお絵かき動画を投稿するなど誠意のない態度を取っていたため、陽太には「ぶん殴りに行きたい」と思わせるほど怒りを買い、えヴぁには「クソイラストレーター」と罵倒された。しかし小太郎は、病気では仕方ないとして恨んですらいなかった。
春日井文（かすがい あや）
2巻に登場。藤川の恋人でキャバ嬢。藤川の容姿を「タレントになれる」と評する一方で「ラノベはオタクが読むようなものだからキモい」と嫌悪している。そのことを藤川にも堂々と告げ、転職することを勧めている有様だが、藤川が上手く受け流しているので関係は上手く行っている。初登場時には藤川が結麻と喫茶店にいるところを目撃し、浮気と思い込んで難詰したが、藤川の理路整然とした弁明で勘違いだと気づき謝罪した。
嫉妬深い性格であり、浮気の中でも特に許せないのが「自分より胸が大きくて若い女とつき合う」こととのこと。
小太郎とエヴァのお祝いパーティーの際は藤川と共に合流し、高級シャンパンを提供するなど陽太たちには好意的だった。
千沙（ちさ）、涼（りょう）
希月の友人。千沙は小柄なゆるふわ系でノリが良く、涼は男言葉で話すしっかり者のお姉さん（浅井という社会人の彼氏がいる）。2巻では陽太からプロポーズされたという話を結麻から聞き出し、告白をすっ飛ばしてプロポーズした陽太を「重い」と評している。しかし結麻もまた「付き合うなら将来を意識するのは当然」という話を聞き、重い者同士お似合いだと結ばれることを勧めた。
亡月王（のぞみ）
2巻の陽太の回想に登場。黒髪をストレートにした中年男性。陽太が最も唾棄しているラノベ作家。自分を「ド凡人」と任じ、オリジナリティは一切無視して売れ線や流行を意識した後追い二番煎じ作品を執筆してはアニメ化にこぎつけている。アニメ化しない作品に価値はないと語り、打ち切りが決まると展開をぶん投げて筆を折り、次の連載に取り掛かるという行為を平然と行う（本来なら4巻まで続く作品を2巻で打ち切った）。こういったことを繰り返しているため読者の評判は悪く、実はペンネームを一度替えていた。あまりの誠意のなさに見咎めた陽太から詰め寄られた際には「読者への裏切りなんて気にする必要はない」「読者は心底ビッチ。きみの作品を面白いと言ってる連中は、他の作品にも同じようなことを言ってる」と逆に諭した。これらのことから陽太は、亡月王のようには決してならないと誓った。
名前は作者のペンネームの一文字を分解したもの。

## 既刊一覧
- 望公太（著）、しらび（イラスト）、KADOKAWA〈富士見ファンタジア文庫〉、全2巻
  - 『ラノベのプロ! 年収2500万円のアニメ化ラノベ作家』、2016年12月20日初版発行（同日発売[1]）、ISBN 978-4-0407-2133-0
  - 『ラノベのプロ!2 初週実売1100部の打ち切り作家』、2017年6月20日初版発行（同日発売[2]）、ISBN 978-4-0407-2136-1